# Горський Котар

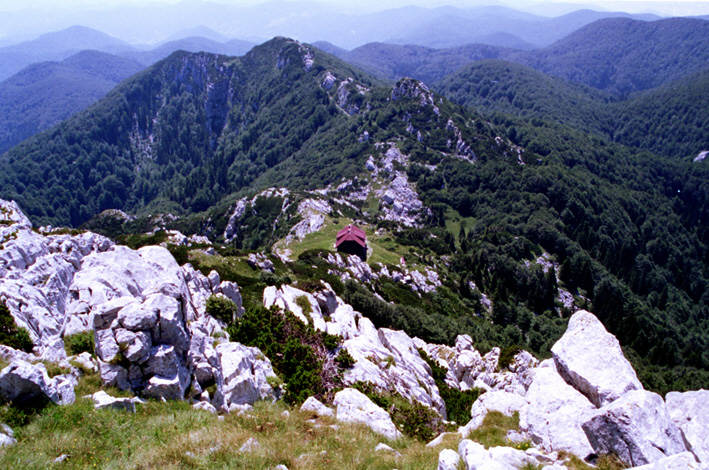
Горський Котар

Го́рський Ко́тар (хорв. Gorski kotar Горскі котар «гористий район») — історичний район на півночі Хорватії.

## Географія
Майже вся територія Горського Котаря вкрита невисокими горами, порослими лісом. Найвищі вершини — Белолашиця (1534 м) і Великий Рісняк (1528 м).
На заході від Горського Котаря лежить Адріатичне узбережжя та місто Рієка, на схід — долина Купи та Карловаць. На півночі район межує зі Словенією, на півдні — примикає до Ліки та Велебіту.
Горський Котар поділений між двома жупаніями Хорватії: Примор'я-Горський Котар та Карловаць. Через Горський Котар прокладено сучасне шосе A6 (Загреб — Рієка), що є частиною європейської траси Е65.
Найбільші міста регіону — Делніце, Чабар, Бакар, Равна-Гора та Врбовско. Чисельність населення Горського Котаря — близько 28 000 осіб. Більшу частину населення складають хорвати, однак є населені пункти зі значною сербською меншиною (найбільший з них — місто Врбовсько).
У Горському Котарі розташований національний парк Рісняк.

## Історія
Першими відомими достеменно мешканцями Горського Котара були іллірійці, яких поступово підпорядкували римляни.
У VI столітті в регіоні почали селитися слов'яни. В XII столітті Горський Котар почав належати відомій династії Франкопанів, вельможних і заможних місцевих князів. За часів панування Франкопанів було засновано безліч поселень, район інтенсивно розвивався. У XV столітті Горський Котар опинився на передньому краю боротьби з турецькими вторгненнями. Це призвело як до будівництва численних фортець, так і до великого притоку біженців, здебільшого слов'янського походження, із зайнятих турками районів.
В XVI столітті регіон підпав під владу іншої знатної феодальної родини — Зрінських. На межі XVII—XVIII століть Горський Котар увійшов до складу Австрійської імперії. Під час наполеонівських воєн ці землі входили в іллірійські провінції Французької імперії, а після краху Наполеона знову опинилися під владою Габсбургів.
Після першої світової війни Горський Котар — у складі Королівства сербів, хорватів і словенців, згодом Королівства Югославія.
Під час другої світової війни Горський Котар був розділений між Італією і Незалежною Державою Хорватія. Населення Горського Котара брало активну участь в антифашистській боротьбі, в місцевих горах діяли партизанські загони.
Після розпаду Югославії в 1991 році Горський Котар став частиною незалежної Хорватії.